# Eugène Godard II

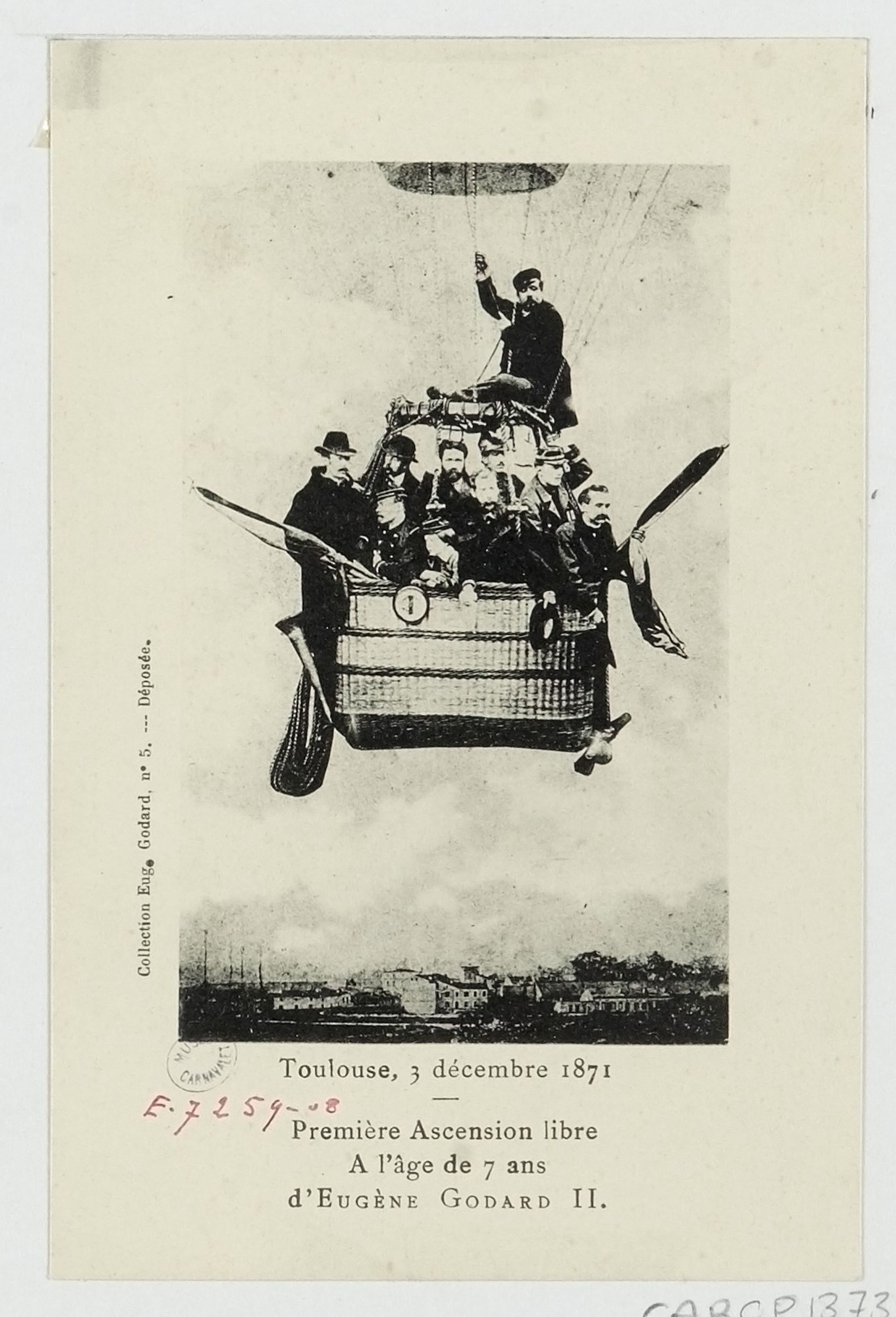
Die erste Ballonfahrt des siebenjährigen Eugène Godard II (1871)

Eugène Pierre Gabriel Godard (* 25. September 1864 in Paris; † 11. November 1910 in Saint-Nicolas-de-Port) war ein französischer Aeronautiker.

## Leben
Eugène Godard II, Sohn des Aeronautikers Eugène Godard, erlebte seinen ersten Freiballonflug im Alter von drei Jahren mit seinem Vater während der Pariser Weltausstellung 1867. Nach der Belagerung von Paris 1870 im Deutsch-Französischen Krieg, als sein Vater Luftpostballone in Serie baute, ließ sich die Familie in Nantes nieder, wo Eugène II das Lycée besuchte. Seinen zweiten Flug erlebte er 1873 in Amiens mit seinem Vater und Jules Verne als Gast, dessen einziger Flug dies war. 1878 begleitete er seinen Vater beim Austesten des großen Fesselballons mit 25.000 Kubikmetern Gas von Henri Giffard in den Pariser Tuilerien. 1888, als sein Vater sich nach Brüssel in den Ruhestand zurückzog, wurde Eugène II Teilhaber der Grands Ateliers Aérostatiques auf dem Pariser Champ de Mars, der damals bedeutendsten Ballonfabrik, die von seinem Vetter Louis Godard II und Gabriel Yon geleitet wurde. Dabei konzentrierte er sich auf Fesselballone.
1890 kam Eugène II als Aeronautik-Lehrer nach Dänemark zu Edvard Rambusch, der die dänische Ballontruppe aufgebaut hatte. 1891 verletzte er sich schwer in Chicago, als der von ihm gesteuerte Fesselballon durch Blitzeinschlag Feuer fing. 1892 führte er auf der Internationalen Messe in Plowdiw tagsüber und nachts 24 Ballonaufstiege durch, wofür er den St. Alexander-Orden erhielt. 1894 und 1895 stieg er von Kairo und Alexandria auf und flog über die Wüste. Der Khedive Abbas Hilmi Pascha lud ihn zu einem Ballonaufstieg von seinem Palast aus ein und ernannte ihn zum Ritter des Mecidiye-Ordens. Bei der Weltausstellung Paris 1900 war er an der Organisation der Ballonwettbewerbe beteiligt, an denen er selbst auch teilnahm. Bei einem Höhenwettbewerb erreichte er zusammen mit Jacques Balsan eine Höhe von 5.560 m. 1902 steuerte er noch den Düsseldorfer Fesselballon, doch flog er ab 1903 nicht mehr aufgrund seines unheilbaren Nervenleidens. In den Grands Ateliers Aérostatiques entwarf er die Luftschiffe America-I (1906), Belgique-I (1909) und Belgique-II (1910). In Saint-Nicolas-de-Port setzte er seinem Leben ein Ende durch Sprung von der großen Brücke in die Meurthe.